# Quốc kỳ Bahrain
Quốc kỳ Bahrain (tiếng Ả Rập: علم البحرين) gồm một dải trắng bên trái, ngăn cách với phần màu đỏ bên phải bằng năm tam giác màu trắng xếp dọc liên tiếp như một đường phân cách.
Đỏ là màu truyền thống của các quốc gia Ả Rập ở Vịnh Ba Tư. Màu trắng nằm bên phía gần với cột cờ. Năm tam giác tượng trưng cho năm cột trụ của Hồi giáo.
Quốc kỳ Bahrain về hình thức tương tự như quốc kỳ nước láng giềng Qatar. Tuy nhiên quốc kỳ Qatar đường phân cách có nhiều tam giác hơn, cũng như có màu hạt dẻ.

## Lịch sử
Lá cờ cổ nhất được biết tới ở Bahrain là toàn màu đỏ. Năm 1820, Bahrain cùng một số nước Ả Rập ký một hiệp ước với Vương quốc Anh, chấp nhận sự bảo hộ của Anh, màu trắng được thêm vào thể hiện sự tôn trọng hiệp ước. Năm 1932, dải răng cưa được thêm vào để phân biệt quốc kỳ Bahrain với một số nước láng giềng .
Ban đầu dải răng cưa gồm 28 tam giác, sau đó giảm xuống còn tám vào năm 1972 . Năm 2002 con số đó chỉ còn có năm, tương ứng với năm cột trụ của Hồi giáo .

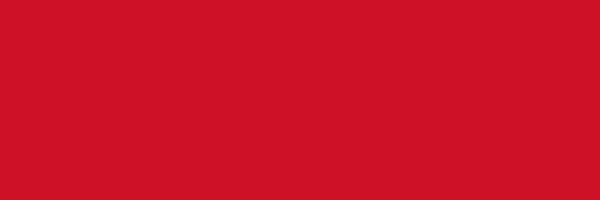
Quốc kỳ trước 1820.
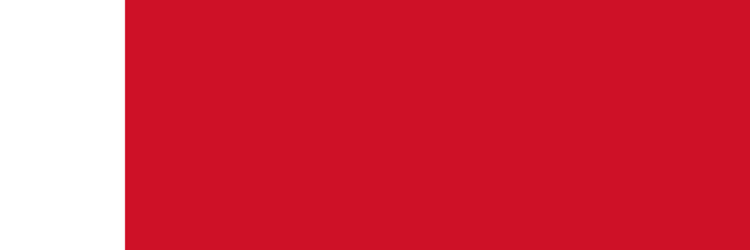
Quốc kỳ từ 1820 đến 1932.
Quốc kỳ từ 1932 đến 1972.
Quốc kỳ từ 1972 đến 2002.
Quốc kỳ hoàng gia từ 2002.